# Anydraula glycerialis
Anydraula glycerialis is een vlinder uit de familie van de grasmotten (Crambidae). De wetenschappelijke naam van de soort is voor het eerst gepubliceerd in 1859 door Francis Walker.
De spanwijdte is ongeveer 2 centimeter.
De soort komt voor in Australië (Queensland, New South Wales en Victoria).